# Gefechte von Lexington und Concord
Lexington und Concord – Boston – Bunker Hill – Long Island – Kips Bay – Harlem Heights – Pell’s Point – Mamaroneck – White Plains – Fort Washington – Iron Works Hill – Trenton – Assunpink Creek – Princeton – Millstone
Die Gefechte von Lexington und Concord waren die ersten Kämpfe des Amerikanischen Unabhängigkeitskriegs. Sie wurden am 19. April 1775 in den Orten Lexington, Concord, Lincoln, Menotomy und Cambridge in Massachusetts ausgetragen. Die Gefechte markieren den Beginn des bewaffneten Konflikts zwischen Großbritannien und den dreizehn Kolonien.

## Zusammenfassung
Ungefähr 700 Berufssoldaten (englisch regulars) der British Army hatten unter dem Kommando von Oberstleutnant Francis Smith den Befehl, militärische Vorräte zu beschlagnahmen beziehungsweise zu zerstören, die einem Bericht zufolge in Concord von der Miliz von Massachusetts gelagert wurden. Schon Wochen zuvor hatten die amerikanischen Rebellen durch Spionage eine Warnung vor der bevorstehenden britischen Suchaktion erhalten und so gut wie alle Vorräte in Sicherheit gebracht. Auch hatten die Rebellen in der Nacht vor dem Gefecht Einzelheiten der britischen Pläne erfahren und schnell an die Miliz weitergegeben.
Die ersten Schüsse fielen in einem Gefecht in Lexington während des britischen Vormarsches. Die Miliz war jedoch in der Unterzahl und ergriff die Flucht. Andere Milizionäre bekämpften an der Old North Bridge in Concord drei Kompanien königlicher Soldaten. Die britischen Einheiten lösten nach einem hitzigen Gefecht ihre Formation auf und flohen.
In den nächsten Stunden kamen weitere Minutemen hinzu und fügten den britischen Soldaten, die von Concord zurückkehrten, schwere Verluste zu. Smiths Expedition wurde bei der Rückkehr nach Lexington durch Soldaten unter General Hugh Percy verstärkt und aus ihrer schwierigen Lage befreit. Die beiden britischen Abteilungen mit zusammen 1700 Soldaten marschierten in Richtung Boston zurück und gerieten dabei unter schweren Beschuss. Mit der Ankunft in Charlestown gelang ihnen schließlich ein erfolgreicher taktischer Rückzug.
Den Briten gelang es nicht, die erforderliche Geheimhaltung und Geschwindigkeit zu erreichen, die für eine erfolgreiche Aktion in feindlichem Gebiet notwendig gewesen wären. Darüber hinaus konnten sie keine bedeutende Menge Waffen und Vorräte zerstören. Allerdings gelang es den meisten Soldaten, unverletzt nach Boston zurückzukehren. Die Besetzung des umliegenden Gebietes durch die Miliz von Massachusetts ging mit dem Beginn der Belagerung von Boston einher.
Die Gefechte sind in Amerika bekannt als „shot heard ’round the world“ („Der Schuss, der um die ganze Welt gehört wurde“) und wurden in Ralph Waldo Emersons Concord Hymn beschrieben. Sie werden regelmäßig im Minute Man National Historical Park nachgestellt.

## Hintergrund

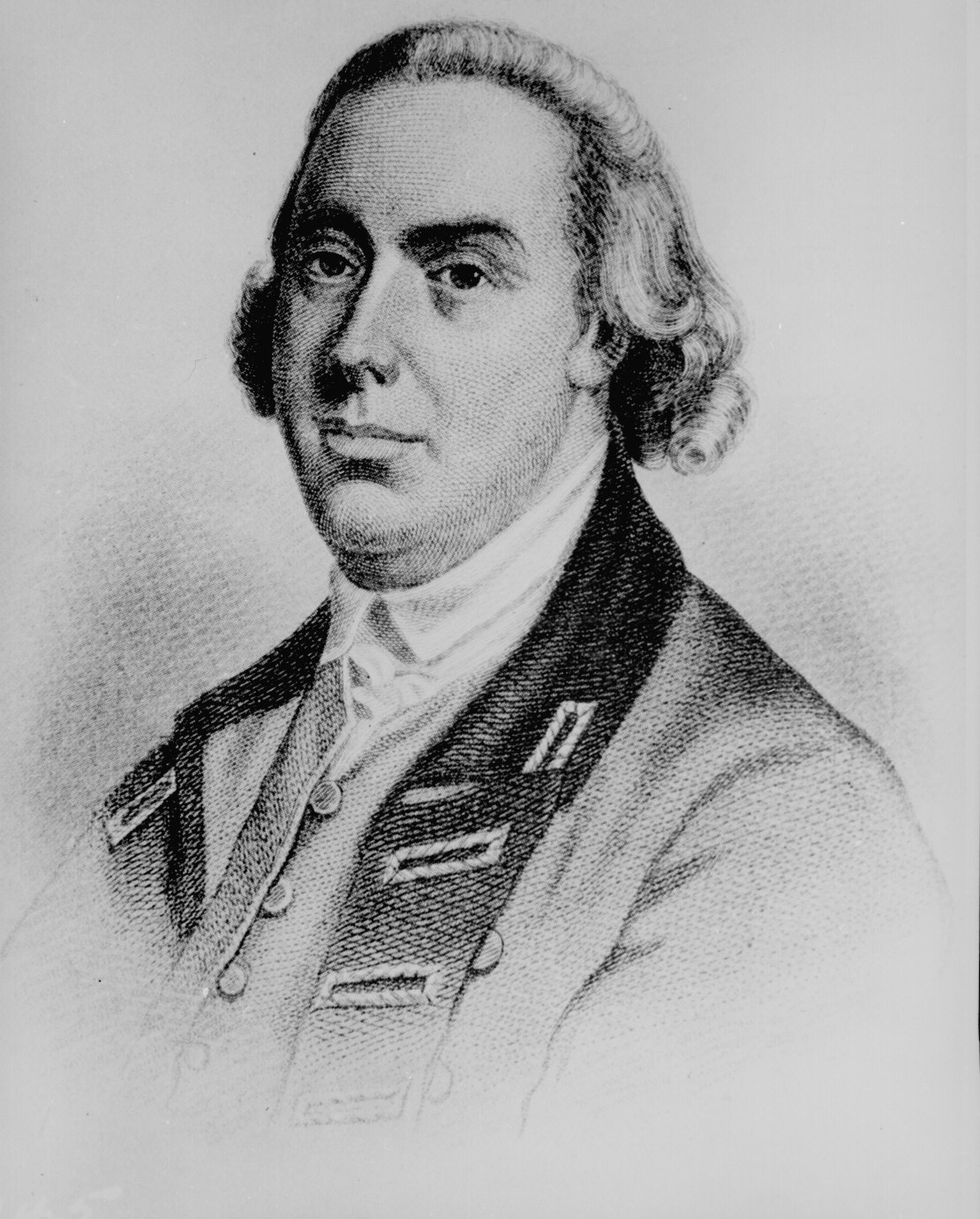
General Thomas Gage

Die britische Armee, die von amerikanischer Seite abfällig „Redcoats“ („Rotröcke“) oder „Lobsterbacks“ („Hummerrücken“) genannt wurde, war seit 1768 in Boston stationiert und wurde durch Seestreitkräfte und britische Marineinfanterie verstärkt, um eine Reihe von Gesetzesmaßnahmen durchzusetzen. Diese wurden wechselseitig von den Amerikanern als „Intolerable Acts“ (Unerträgliche Gesetze) oder von den Briten als „Coercive Acts“ (Zwangsmaßnahmen) bezeichnet. Generalgouverneur Thomas Gage war es noch immer nicht gelungen, die Kontrolle über das Gebiet außerhalb von Boston wiederzugewinnen, wo es wegen des Massachusetts Government Act (Regierungsgesetz von Massachusetts) zu Spannungen zwischen der Mehrheit der sogenannten kolonialen Patrioten und einer Minderheit von Loyalisten gekommen war. Gage plante nun, die Spannungen zu entschärfen, indem er den Milizen der britischen Kolonisten in einer Reihe von kleinen, schnellen und überraschenden Aktionen ihre Waffen entziehen wollte. Diese Bemühungen führten zunächst zu einer erfolgreichen britischen Aktion und dann zu einer Reihe von Fehlschlägen, die jedoch noch glimpflich ausgingen. Diese Aktionen wurden Powder-Alarms genannt. Gage selbst sah sich als freiheitsliebend und suchte seine Pflichten als Gouverneur der Kolonie und als General einer Besatzungsarmee zu trennen. Infolge der vehementen Ablehnung der Coercive Acts von amerikanischer Seite hatte der General die englische Regierung sogar gebeten, die Gesetze zeitweilig außer Kraft zu setzen. Sein Antrag wurde jedoch abgelehnt. Edmund Burke beschrieb die problematische Beziehung zwischen Gage und der Kolonie Massachusetts im Parlament folgendermaßen: „Ein Engländer ist die am wenigsten geeignete Person auf der Erde, einen anderen Engländer davon zu überzeugen, Sklaverei auf sich zu nehmen.“ (Edmund Burke)

### Anweisungen von Dartmouth und die Befehle an Gage

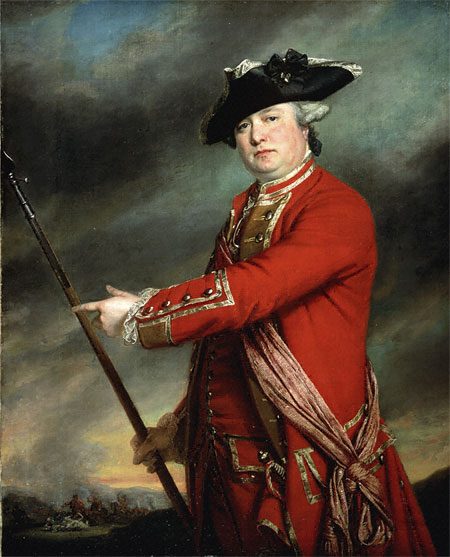
Francis Smith, 1763

Am 14. April erhielt Gage Anweisungen des britischen Innenministers William Legge, 2. Earl of Dartmouth, die Bevölkerung zu entwaffnen und die Anführer der Aufständischen festzunehmen. Für die Ausführung dieses Befehls erhielt er nur grobe Vorgaben und eine beträchtliche Gestaltungsfreiheit.
Am Morgen des 18. April, am Tag vor dem Gefecht, schickte Gage eine berittene Patrouille von rund 20 Soldaten in das umgebende Gelände, die berittene Boten abfangen sollten. Diese Patrouille benahm sich anders als üblich, blieb nach Einbruch der Dunkelheit unterwegs und befragte Reisende nach dem Aufenthaltsort von Samuel Adams und John Hancock. Dies hatte die unbeabsichtigte Folge, dass viele Anwohner nervös wurden und sich vorbereiteten. Besonders die Miliz von Lexington traf sich am frühen Abend, Stunden bevor sie Nachrichten aus Boston erhielt. Ein Bauer verwechselte in der Dunkelheit die britische Patrouille mit seinen Gesinnungsgenossen und fragte, ob sie gehört hätten, wann die Briten kommen würden. Dies brachte ihm einen Schlag mit der flachen Seite eines Säbels auf den Kopf ein.
Oberstleutnant Francis Smith erhielt am Nachmittag des 18. April von Gage Befehle, die er nicht lesen sollte, bis er mit seinen Truppen abmarschiert war. Sie enthielten den Auftrag, er solle mit äußerster Bedacht auf Unauffälligkeit nach Concord marschieren, wo er alle militärischen Vorräte beschlagnahmen und zerstören sollte. Doch sollte er gleichzeitig darauf achten, dass seine Soldaten nicht die Bewohner ausplündern oder privates Eigentum beschädigen. Gage interpretierte seine eigenen Befehle offensichtlich dergestalt, dass er keinen schriftlichen Befehl weitergab, Rebellenführer zu verhaften.

### Erfolgreiche Spionage der Patrioten

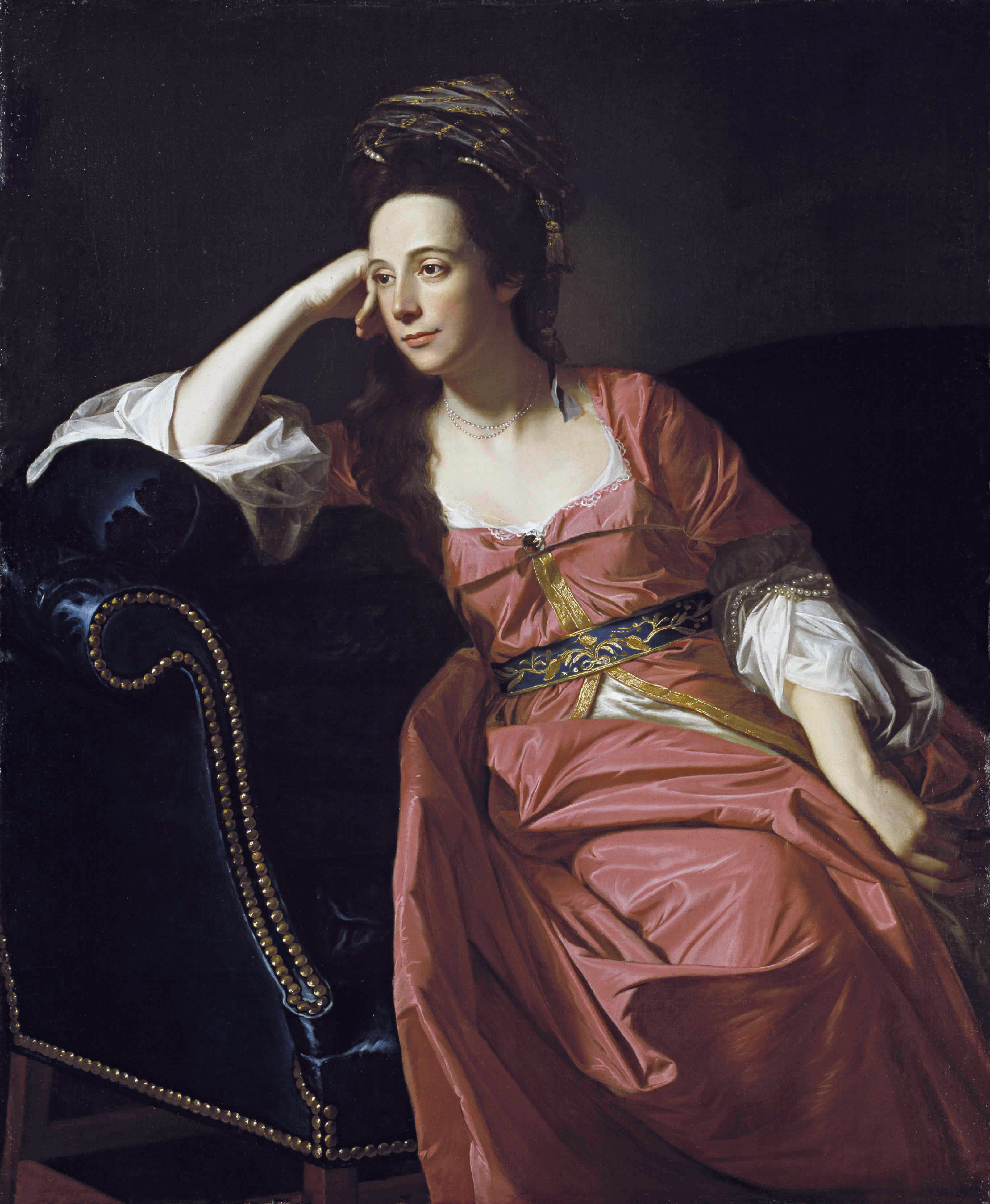
Margaret Kemble Gage

Die Anführer der Rebellen hatten – mit Ausnahme von Paul Revere und Joseph Warren – Boston bereits am 8. April verlassen. Sie hatten über Quellen in London von Dartmouths geheimen Anweisungen an Gage gehört, lange bevor diese an Gage zugestellt wurden. Samuel Adams und John Hancock waren nach Lexington zu Verwandten von Hancock geflohen, wo sie sich in Sicherheit wähnten.
Die Miliz von Massachusetts hatte tatsächlich Waffen, Schießpulver und Vorräte in Concord gelagert, doch die Patrioten hatten gehört, dass britische Offiziere die Straßen nach Concord beobachteten. So wiesen sie Anwohner an, die Vorräte beiseite zu schaffen und sie auf andere nahegelegene Ortschaften zu verteilen.
Die Patrioten hatten von der bevorstehenden Aktion am 19. April erfahren, obwohl sie selbst vor allen unmittelbar beteiligten britischen Offizieren und Mannschaften geheim gehalten worden war. Es gibt Grund für die – allerdings unbewiesene – Annahme, dass der Ursprung der Information in der Beziehung zwischen Warren und Gages in Amerika geborener Ehefrau Margaret zu finden ist.
In der Nacht des 18. April 1775 teilte Warren zwischen 21 Uhr und 22 Uhr William Dawes und Paul Revere mit, dass königliche Soldaten dabei waren, in Booten von Boston nach Cambridge zu fahren und weiter die Straße nach Lexington und Concord zu nehmen. Warrens Bericht deutete darauf hin, dass die wahrscheinlichsten Ziele der britischen Unternehmung die Gefangennahme von Samuel Adams und John Hancock sein würde. Sie waren weniger besorgt über den möglichen Marsch der Soldaten nach Concord, da die Vorräte ja bereits in Sicherheit gebracht worden waren, befürchteten jedoch, dass ihre Anführer in Lexington nichts von der bevorstehenden Aktion gehört hatten und somit in Gefahr waren. Revere und Dawes sollten sie warnen und andere Patrioten in den umliegenden Orten alarmieren.
Dawes nahm mit dem Pferd die südliche Überlandstrecke über den Boston Neck und über die Great Bridge (Große Brücke) nach Lexington. Revere gab zunächst die Anweisung, ein Signal vom Turm der Old North Church aus nach Charlestown zu senden und reiste danach auf dem nördlichen Wasserweg. Er überquerte den Charles River mit einem Ruderboot und passierte dabei unbemerkt das vor Anker liegende britische Kriegsschiff HMS Somerset. Überquerungen waren zu dieser Stunde verboten, Revere gelangte jedoch sicher nach Charlestown und ritt nach Lexington. Er ging der britischen Patrouille aus dem Weg und warnte danach beinahe jedes Haus entlang des Weges. Diese Ereignisse gingen als Mitternachtsritt in die Geschichte ein. Die gewarnten Leute und die Patrioten von Charlestown sandten wiederum weitere Reiter nach Norden.
Nachdem sie in Lexington angekommen waren, besprachen Revere, Dawes, Hancock und Adams die Lage mit den versammelten Milizionären. Sie kamen zu der Einschätzung, dass die aus Boston abgerückten Kräfte zu zahlreich waren, um lediglich zwei Männer festzunehmen, und dass Concord das eigentliche Ziel war. Die Männer aus Lexington sandten Boten in alle Richtungen, nur Waltham wurde aus unbekannten Gründen nicht benachrichtigt. Revere und Dawes machten sich weiter auf den Weg nach Concord. Um 1 Uhr früh trafen sie mit Samuel Prescott zusammen. Die drei liefen jedoch auf die britische Patrouille auf, und so gelang es lediglich Prescott, Concord zu warnen. Weitere berittene Boten wurden aus Concord losgeschickt.
Revere und Dawes lösten ein flexibles Nachrichtensystem aus, das in den vorangegangenen Monaten nach dem Powder-Alarm mit Sorgfalt entwickelt worden war. Zusätzlich zu berittenen Boten, die Nachrichten überbrachten, wurden Glocken, Trommeln, Warnschüsse und Trompeten eingesetzt, damit Patrioten in anderen Orten schnell verständigt werden konnten, um ihre Miliz aufzustellen, sobald die Rotröcke Boston verließen. Diese frühen Warnungen waren entscheidend dafür, eine ausreichende Zahl Milizen zu versammeln, um am folgenden Tag den britischen Soldaten Verluste beizubringen. Samuel Adams und John Hancock wurden zunächst ins heutige Burlington und später nach Billerica in Sicherheit gebracht.

### British Army und Marines rücken ab
Die 700 britischen Soldaten unter Führung von Oberstleutnant Smith stammten aus Gages Eliteeinheiten der leichten Infanterie und Grenadiere.
Die Briten machten ihre Männer am Abend des 18. April um 22 Uhr abmarschbereit, und um 23 Uhr marschierten sie zu ihren Booten. Der britische Marsch von und nach Concord war von Anfang bis Ende fürchterlich für die Soldaten. Die Boote waren so voll beladen, dass kein Platz zum Sitzen blieb, und in Cambridge mussten sie um Mitternacht in hüfthohem Wasser aussteigen. Nach lang andauerndem Halt zum Entladen der Ausrüstung brachen die Regulars gegen 2 Uhr nachts zu ihrem 27 km langen Marsch nach Concord auf. Sie waren schwer beladen mit Wasserflasche, Brotbeutel, Muskete und Ausrüstung und trugen nasse, schlammige Schuhe und feuchte Kleidung. Als sie durch das damalige Menotomy marschierten, kündeten Signalgeräusche davon, dass sie das Überraschungsmoment verloren hatten. Gegen 3 Uhr nachts sandte Oberst Smith Major Pitcairn mit sechs Kompanien leichter Infanterie voraus, um im Eilmarsch nach Concord zu marschieren. Gegen 4 Uhr nachts traf er aber vorausschauend, wenn auch etwas spät, den Entschluss, eine Botschaft nach Boston mit der Bitte um Verstärkung zu senden.

## Die Gefechte

### Lexington

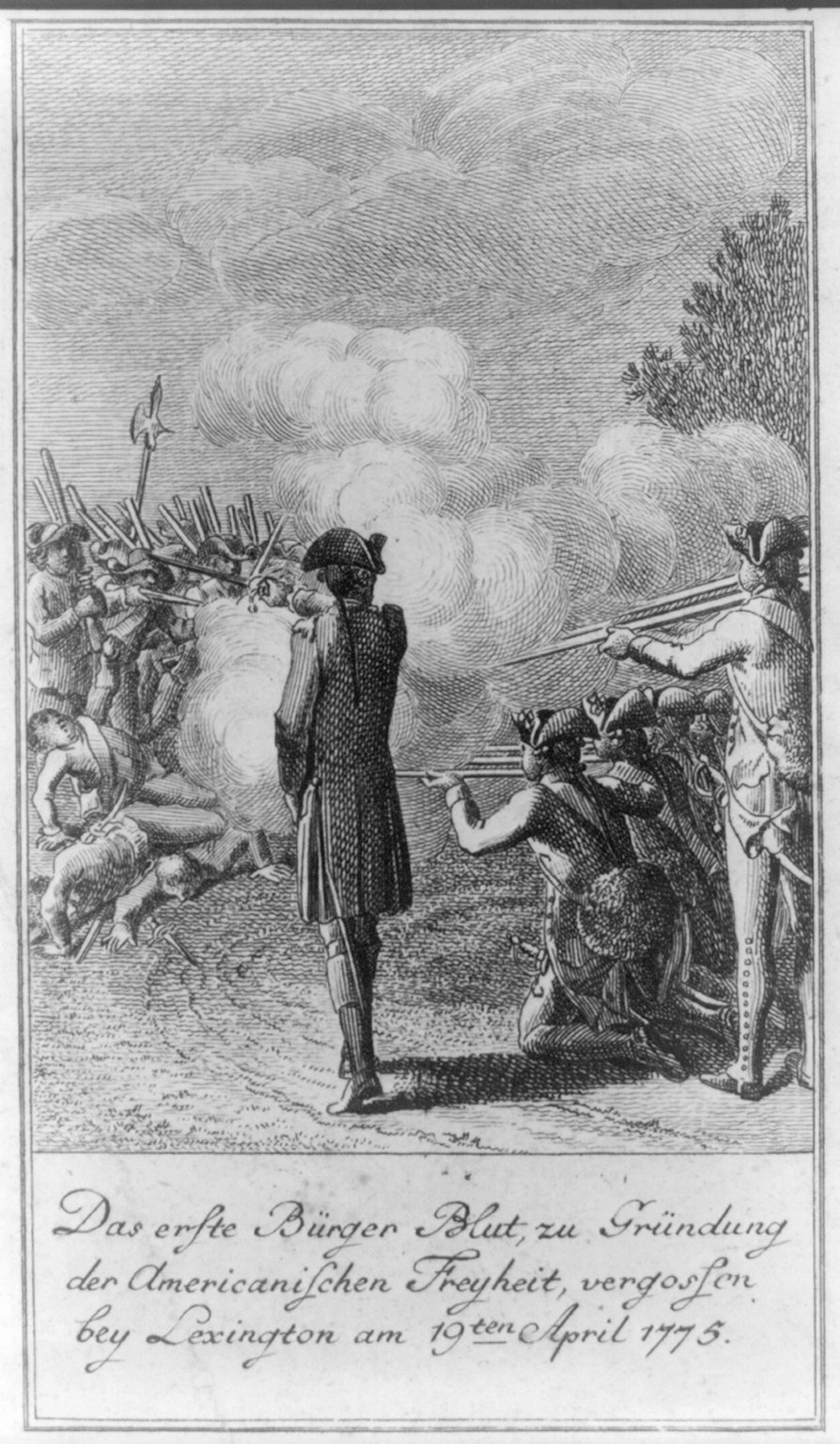
Schlacht von Lexington: Britische Truppen feuern auf die amerikanischen Milizen

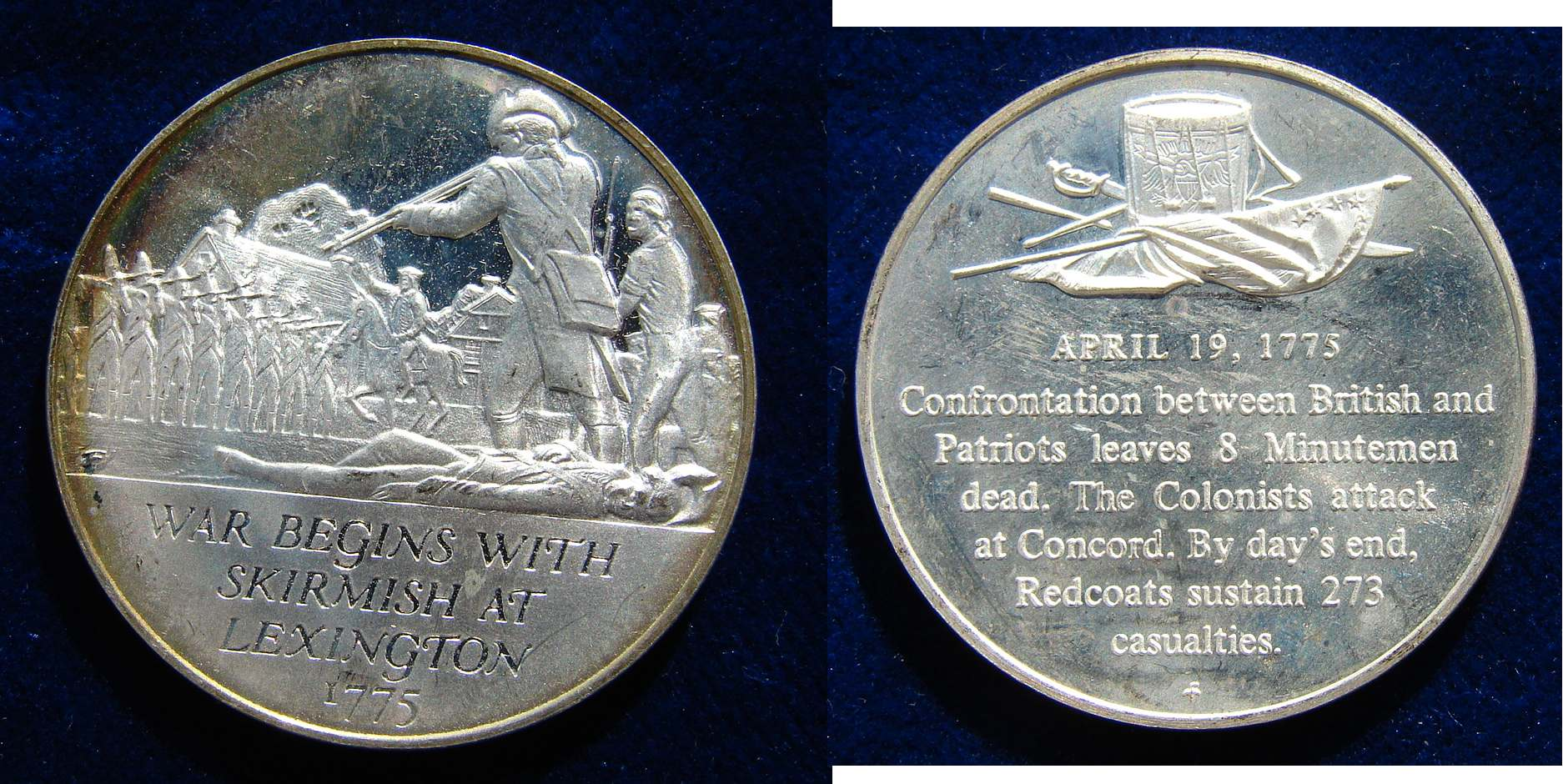
Franklin-Mint-Medaille zur Erinnerung an den Beginn des Amerikanischen Unabhängigkeitskrieges in Lexington und Concord 1775

Als die vorrückenden britischen Truppen unter dem Befehl von Pitcairn bei Sonnenaufgang am 19. April 1775 in Lexington eintrafen, kamen etwa 60 Milizionäre unter der Führung von Hauptmann John Parker aus Buckman Tavern, warteten auf der Dorfwiese und beobachteten die ankommenden Soldaten. Etwa 40 bis 100 Zuschauer standen entlang der Straße. Parker sagte seinen Milizionären, sie sollten nicht zurückweichen und nicht schießen und die Armee unbehelligt vorbeimarschieren lassen.
Statt links nach Concord abzubiegen, entschied Leutnant der Marines Jesse Adair an der Spitze der drei Kompanien selbständig, zum Schutz der eigenen Flanke zunächst rechts zu schwenken und dann zwei Kompanien auf die Dorfwiese selbst marschieren zu lassen. Daraufhin rannten die Männer zur Miliz von Lexington und nahmen ebenfalls Aufstellung in Kampflinie, wobei sie „Huzzah!“ schrien. Major Pitcairn selbst kam nach vorn, winkte mit seinem Schwert und rief: „Zerstreut euch, ihr Rebellen; seid verdammt, werft eure Waffen weg und zerstreut euch!“ Hauptmann Parker befahl seinen Leuten, sich zu zerstreuen, doch einige hörten ihn nicht, einige gingen sehr langsam weg, und niemand legte seine Waffen nieder. Sowohl Parker als auch Pitcairn befahlen nicht zu schießen, doch irgendjemand feuerte einen Schuss ab.
Einige Zeugen der Regulars berichteten, der erste Schuss sei von einem amerikanischen Zuschauer hinter einer Hecke oder Gebäudeecke der Taverne abgefeuert worden. Einige der Milizionäre von Lexington wiederum sagten aus, ein berittener britischer Offizier habe zuerst gefeuert. Beide stimmten darin überein, dass keiner der sich gegenüberstehenden Fußsoldaten geschossen hatte.
Augenzeugen berichteten von mehreren Schüssen von beiden Seiten, bevor die Regulars ohne Befehl begannen, Salven abzufeuern. Einige der Milizionäre glaubten zunächst, dass die Regulars nur mit Pulver ohne Kugeln schossen, doch dann erkannten sie den Ernst der Situation und erwiderten das Feuer. Pitcairns Pferd wurde zweimal getroffen. Die Regulars trugen einen Bajonettangriff vor. Hauptmann Parker sah, wie sein Cousin Jonas erstochen wurde. Acht Männer aus Massachusetts wurden getötet und zehn verwundet. Die Briten hatten angeblich nur einen Leichtverwundeten. Die acht getöteten Amerikaner, die ersten militärischen Opfer der Amerikanischen Revolution, waren John Brown, Samuel Hadley, Caleb Harrington, Jonathon Harrington, Robert Munroe, Isaac Muzzey, Jonas Parker und Ashahel Porter. Jonathon Harrington, tödlich verwundet von einer Kugel, konnte bis nach Hause zurückkriechen und starb auf der Türschwelle. Prince Estabrook, ein schwarzer Sklave, diente bei der Lexingtoner Miliz und wurde auch im Gefecht auf der Dorfwiese verwundet.
Die Infanterie unter Pitcairn war von den Offizieren nicht mehr zu kontrollieren. Sie schossen in verschiedene Richtungen und wollten in Häuser eindringen. Dann marschierte die Hauptabteilung in den Ort, und Oberst Smith stellte die Ordnung wieder her. Die Briten formierten sich neu, feuerten einen Siegesschuss, gaben drei Hurrarufe und setzten den Weg nach Concord fort.

### Concord
Die älteren Milizionäre von Concord rieten zur Vorsicht, bis Verstärkung aus den umliegenden Orten eintraf. Die Männer mittleren Alters wollten bleiben und den Ort verteidigen. Die jüngeren Männer der Minutemen wollten nach Osten gehen und die britische Armee von höhergelegenem Terrain angreifen. Als sich die Regulars näherten, handelte jede der drei Gruppen nach ihren Vorstellungen. Die Minutemen beobachteten von einem Hügel, wie Smith die leichte Infanterie gegen sie ausrichten ließ. Darauf zogen sie sich marschierend in den Ort zurück. Die älteren Männer sowie diejenigen mittleren Alters hatten einen Hügel im Ort bezogen und diskutierten darüber, was als Nächstes zu tun sei, während die Minutemen, verfolgt von den Regulars, auf sie zu kamen. Nun kam auch die Miliz aus Lincoln an und beteiligte sich an der Diskussion. Die älteren Männer konnten sich durchsetzen. Oberst Barrett befahl den Rückzug aus dem Ort und führte die Männer über die Old North Bridge zu einem Hügel ungefähr eineinhalb Kilometer außerhalb des Ortes. Von dort konnten sie die Truppenbewegungen der Briten beobachten.

#### Die Regulars befolgen die Befehle von Gage
Smiths Soldaten wurden in eine Vielzahl von Einheiten eingeteilt, um Gages Befehle auszuführen. Eine Kompanie leichte Infanterie sicherte dabei die südliche Brücke, und sieben Kompanien leichte Infanterie sicherten die Old North Bridge in der Nähe der Milizionäre. Von diesen sieben Kompanien wurden vier Kompanien entsandt, um etwa 3 Kilometer auf der anderen Seite der Brücke Barretts Grundstück zu durchsuchen, zwei weitere Kompanien des 4. und 10. Regiments of Foot bewachten weiter die Brücke.
Die Grenadiere durchsuchten den Ort nach militärischen Vorräten. Pitcairn bedrohte einen Anführer der Patrioten mit seiner Pistole, bis dieser ihn zu drei vergrabenen Kanonen führte. Dann bezahlte Pitcairn ihm ein Frühstück. Weiterhin verbrannten die Grenadiere einige Kanonengespanne, die sie im Ort fanden, und als sich das Feuer auf das anliegende Gebäude ausbreitete, bildeten Anwohner und Soldaten gemeinsam eine Löschkette, um das Gebäude zu retten. Ungefähr 100 Fass Schießpulwer und 250 kg Kugeln wurden in den Mühlenteich geworfen. Die Kugeln wurden am folgenden Tag geborgen.
Barretts Haus war die vorangegangenen Wochen ein Waffenlager gewesen, doch nun waren nur wenige Waffen zurückgeblieben. Diese waren zudem verborgen worden. Die dorthin gesandten Truppen marschierten an jenem Tag mehr als alle anderen, und sie fanden nichts außer einem Frühstück, das einige Soldaten von Frau Barrett verlangten.

#### North Bridge

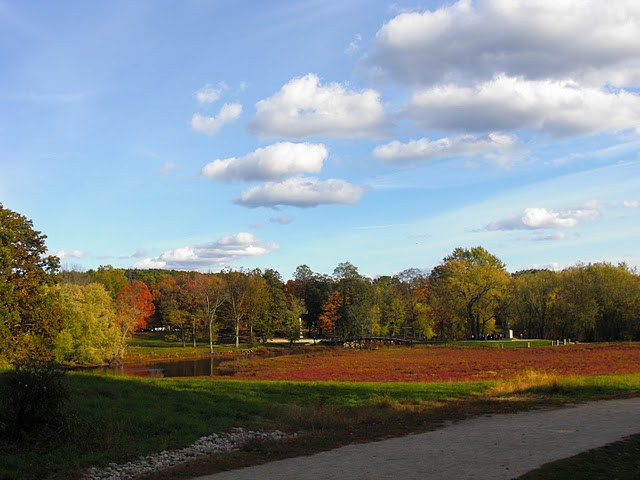
Nachgebaute Nordbrücke im Minute Man National Historical Park

Oberst Barretts Milizionäre sahen die kleineren Einheiten direkt vor ihnen und kamen nach Einholung eines Meinungsbildes zu dem Ergebnis, zu einem flachen Hügel etwa 300 yd (274 m) von der Old North Bridge entfernt zu marschieren. Dieses Grundstück gehörte Major John Buttrick, dem Anführer von Barretts Minutemen-Einheiten und war auch ihr Exerzierplatz. Dort befand sich noch eine britische Kompanie, die sich aber kampflos zur Brücke zurückzog, als Barretts Männer sich näherten.
Fünf volle Kompanien Minutemen und fünf weitere Milizkompanien besetzten nun den Hügel. Weitere Männer kamen laufend hinzu, insgesamt waren es schließlich etwa 500, die den Kompanien der leichten Infanterie der 4., 10. und 43. Regiments of Foot unter Führung von Hauptmann Laurie gegenüberstanden. Laurie hatte insgesamt 115 Mann.
Barrett befahl den Milizionären, sich in einer langen Zweierreihe entlang des Flusses aufzustellen, anschließend rief er die Kommandeure der Miliz zu einer weiteren Beratung zusammen.
Zu diesem Zeitpunkt sahen sie den Rauch der brennenden Kanonengespanne über Concord aufsteigen, und viele dachten, die Regulars hätten damit begonnen, den Ort niederzubrennen. Oberst Barrett befahl den Männern, ihre Waffen durchzuladen, jedoch nicht ohne gegnerischen Beschuss zu feuern. Dann befahl er vorzurücken. Den beiden britischen Kompanien, die die Old North Bridge bewachten, wurde der Rückzug über die Brücke befohlen. Ein Offizier begann, Bohlen der Brücke abzureißen. Daraufhin schrie Major Buttrick die Regulars an, sie sollten aufhören, die Brücke zu zerstören. Sie befanden sich auf seinem Grundstück, und er dachte vermutlich, auch die Brücke gehöre ihm und seinen Männern. Die Minutemen und die übrige Miliz rückte ebenso auf die Leichte Infanterie vor, wie es Berufssoldaten getan hätten.

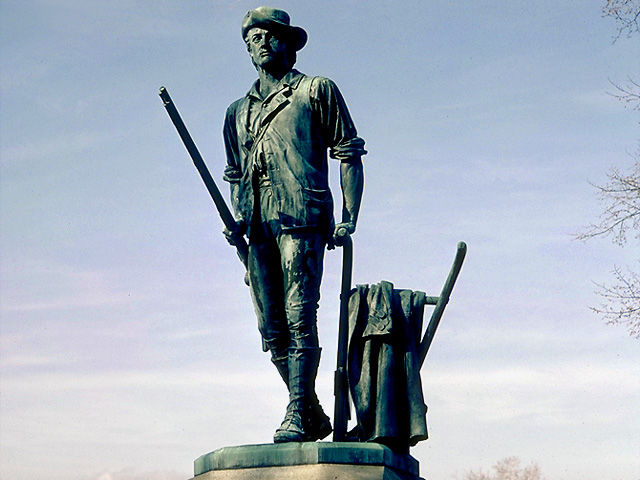
Daniel Chester Frenchs Denkmal „The Minute Man“, das den vorbildlichen „Minute Man“ darstellt

Der junge, unerfahrene Hauptmann Walter Laurie ließ daraufhin ein in dieser Situation untaugliches taktisches Manöver ausführen. Er befahl seinen Männern, für „Straßenfeuer“ hinter der Brücke Aufstellung zu nehmen, im rechten Winkel zum Fluss. Diese Formation ist geeignet, viele Kugeln in eine enge Straße zwischen den Gebäuden abzugeben, jedoch nicht für einen offenen Weg hinter einer Brücke. Nun herrschte Verwirrung, als die sich über die Brücke zurückziehenden Regulars den sich formierenden Kameraden zunächst ausweichen und sich darauf ihnen in gleicher Weise anschließen mussten. Ein Leutnant im hinteren Teil erkannte Lauries Fehler und befahl, auszuflanken. Doch er kam von einer anderen Kompanie als die befohlenen Männer, und so gehorchten nur drei. Die übrigen bemühten sich, die Befehle ihres vorgesetzten Offiziers auszuführen. Die Gegner standen sich wie bei einem großen „T“ gegenüber, wobei der waagerechte Balken die Milizionäre waren und der senkrechte Balken die Regulars auf und hinter der Brücke.
Ein Schuss wurde abgegeben und diesmal stimmten beide Seiten überein, dass er aus den Reihen der Regulars kam. Zwei weitere Regulars schossen, gefolgt von der engen Gruppe ganz am Anfang, bevor Laurie ihnen Einhalt gebieten konnte. Zwei der Minutemen aus Acton, darunter ihr Hauptmann Isaac Davis im unglücklichen Mittelteil der Linien wurden getroffen und sofort getötet, weitere vier, darunter der Pfeifer, wurden verwundet. Doch rückte die Miliz von Massachusetts in Formation weiter vor. Sie warteten diszipliniert mit dem Feuern, bis der Feuerbefehl von Major Buttrick gegeben wurde, als sie 50 yd (46 m) von den Briten entfernt und durch den Concord River von ihnen getrennt waren. Vier der acht britischen Offiziere vor Ort wurden von der Salve getroffen. Wenigstens drei Regulars wurden getötet und neun verwundet. Nun befanden sich die Briten nicht nur in der Unterzahl, sondern sahen sich auch noch ausmanövriert. Sie ignorierten ihre Offiziere, ließen die Verwundeten zurück und flohen.

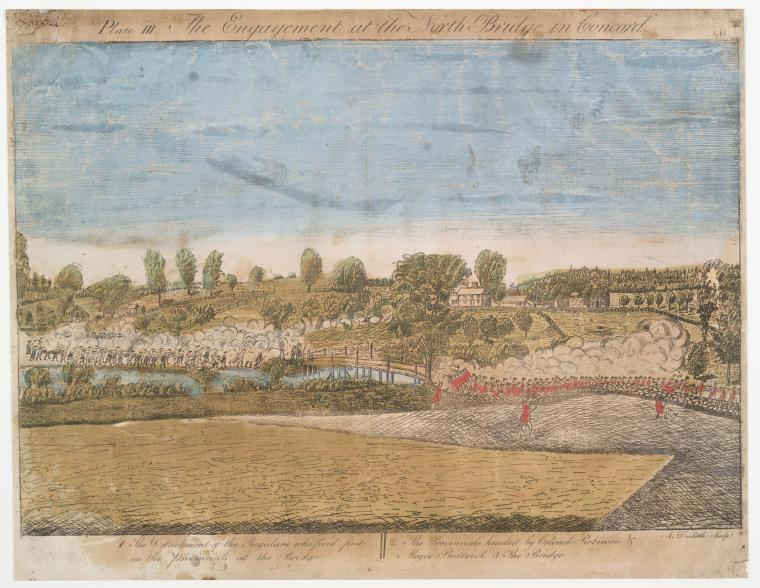
Schlacht an der Nordbrücke in Concord

#### Nach dem Kampf
Die Patrioten waren verblüfft von ihrem Erfolg. Einige rückten vor, andere zogen sich zurück. Ein Mann hackte einem verwundeten britischen Soldaten mit einem Beil in den Kopf, legte sein Gehirn frei, skalpierte ihn, ohne ihn jedoch zu töten. Barrett gewann schließlich wieder langsam Ordnung und entschied, seine Truppen aufzuteilen. Er schickte die Miliz auf den Hügel zurück und sandte Buttrick und dessen Minutemen über die Brücke, um hinter einer Steinmauer auf einem Hügel eine Verteidigungsstellung einzunehmen.
Oberstleutnant Smith, der Anführer der britischen Expedition, befand sich im Ort und hörte die Schüsse des Gefechts, nur kurze Zeit nachdem er von Laurie eine Bitte um Verstärkung erhalten hatte. Smith sammelte zwei Kompanien Grenadiere, um sie selbst zur Old North Bridge zu führen. Auf dem Marsch kamen den Soldaten drei Kompanien ohne Formation von der Brücke entgegengelaufen. Nun war Smith besorgt über die vier Kompanien, die über die Brücke zu Barretts Grundstück marschiert waren. Sie waren nun abgeschnitten. Dann erblickte er die Minutemen hinter der Mauer. Er ließ die Soldaten anhalten und ging nur mit den Offizieren vor, um sich ein Bild zu machen.
Ein Minuteman schrieb später, dass sie vermutlich jeden Offizier vor ihnen hätten töten können, doch sie taten es nicht, weil sie nicht die entsprechenden Befehle hatten. Während der folgenden angespannten zehn Minuten ging ein Verrückter durch die Reihen der beiden Gruppen, um Cidre zu verkaufen. Smith entschied, in den Ort zurück zu marschieren. Er hoffte, die vier fehlenden Kompanien würden sich schon durchschlagen.
Diese Männer eilten von Barretts Haus zurück und befürchteten, abgeschnitten zu werden. Sie passierten unverletzt das Gelände von Barretts Miliz und den vorigen Kampfschauplatz. Sie sahen ihren sterbenden skalpierten Kameraden auf der Brücke, und auch an den Minutemen kamen sie ohne Verluste vorbei. So waren alle Einheiten der Regulars bis 11:30 Uhr in den Ort zurückgekehrt. Und nun sogar nach einem kleinen Gefecht und in Überzahl erwiderten die Neuengländer das Feuer nur nach Provokation. Auf eine solche verzichteten die Briten nun aber. So verließ die britische Armee Concord gegen Mittag.

## Der Rückmarsch

### Von Concord nach Lexington
Smith sandte Spähpatrouillen in Richtung eines Hügelkamms aus, der entlang des Rückwegs verlief. Damit wollte er seine Truppen vor den etwa 1000 Amerikanern schützen, die sich in der Umgebung befanden. Der Hügelkamm endete in der Nähe von Miriam’s Corner, einer Kreuzung mit kleiner Brücke etwa eine Meile außerhalb von Concord. Zuerst schoss ein Amerikaner, und die britischen Regulars wandten sich um und feuerten eine Salve ab. Bei dem folgenden Feuergefecht wurden zwei Regulars getötet und möglicherweise sechs verwundet. Die Amerikaner kamen ungeschoren davon. Nach der Überquerung der Brücke sandte Smith erneut Späher seitlich aus.
Beinahe 500 Milizionäre sammelten sich eine Meile hinter Miriam’s Corner im Wald auf dem Brooks Hill. Smiths Truppen an der Spitze stürmten den Hügel hinauf, um die Amerikaner zu vertreiben, doch diese zogen sich nicht zurück. Unterdessen setzte der Hauptteil von Smiths Truppen seinen Marsch auf der Straße in Richtung Brooks Taverne fort, wo sie eine einzelne Milizkompanie bekämpften. Dabei wurden einige Amerikaner verwundet oder getötet. Smith befahl seinen Truppen auf Brooks Hill, sich wieder zurückzuziehen. Über eine kleine Brücke gelangten er und seine Männer nach Lincoln.
Bald darauf wurden sie an einer Wegbiegung („The Bloody Curve“) von 200 Männern empfangen, die sich auf einer Böschung hinter Bäumen und Mauern verborgen und so einen erfolgreichen Hinterhalt gelegt hatten. Weitere Milizen griffen von der anderen Straßenseite ebenfalls an, so dass die Briten in Kreuzfeuer gerieten. Zusätzlich näherte sich von hinten ein frisches Regiment der Patrioten. Bei diesem Feuergefecht wurden 30 Briten getötet oder verwundet, die Amerikaner verloren vier Mann. Die Briten konnten im Laufschritt auf der Straße aus dem Hinterhalt entkommen, da die Amerikaner diese Geschwindigkeit seitlich im sumpfigen und bewachsenen Gelände zu den Seiten nicht mithalten konnten. Die auf der Straße nachfolgenden amerikanischen Truppen waren für einen Angriff zu schlecht organisiert und zu eng aufgestellt.
Zu diesem Zeitpunkt befanden sich bereits etwa 2000 Amerikaner in der Nähe. Wieder sandte Smith Spähpatrouillen aus. Als drei Kompanien Milizionäre die Spitze von Smiths Tross bei Hartwells Bauernhof angriffen, fielen ihnen die Späher in den Rücken und umzingelten sie. Auch gelang es Spähern, der Miliz von Lincoln mit einem erfolgreichen Überraschungsangriff an der Gemarkungsgrenze von Lexington und Lincoln in den Rücken zu fallen. Doch verloren die Briten bei diesen Gefechten und durch andauernden Beschuss aus großer Entfernung außerhalb der eigenen Reichweite immer mehr Männer.
In der Gemarkung von Lexington hatte Hauptmann John Parker auf einem Hügel die Lexington-Miliz gesammelt. Einige von ihnen waren schon von den früheren Treffen des Tages bandagiert. Diese Männer ließen ihre Falle nicht zuschnappen, bevor Oberstleutnant Smith selbst im Blick erschien. Er wurde im Oberschenkel getroffen, und der gesamte britische Tross geriet ins Halten. Fortan wurde dieser Hinterhalt Parkers Rache genannt. Major Pitcairn sandte Infanteristen den Hügel hinauf, um Parkers Männer zurückzudrängen.
Die Royal Marines räumten zwei weitere Hügel mit den Namen The Bluff und Fiske Hill, erlitten bei Angriffen der Milizen aber Verluste. Beim Angriff auf den Fiske Hill stürzte Pitcairn vom Pferd und verletzte seinen Arm. Nun waren die beiden Anführer der Expedition nach Concord verwundet. Ihre Männer waren müde, durstig, und ihre Munition ging zu Ende. Einige ergaben sich. Die meisten gaben auf und flohen. Ein Hügel, der Concordhügel, lag noch vor dem Ortskern von Lexington. Einige unverletzte Offiziere wandten sich zu ihren Soldaten um und bedrohten sie mit Bajonetten, wenn sie sich nicht wieder formierten. Die Amerikaner hatten auf dem Weg von Concord nach Lexington wenigstens achtmal in großen geschlossenen Formationen angegriffen. Dies steht im Widerspruch zu dem politischen Mythos, dass die Amerikaner hauptsächlich hinter Mauern und Zäunen verborgen angegriffen hätten. Obwohl solcherlei Angriffe natürlich ebenso stattfanden und später am Tag die bevorzugte Taktik wurden.
Nur ein britischer Offizier der drei Kompanien an der Spitze blieb an diesem Tag unverletzt. Er dachte schon ans Aufgeben, als er seine Männer an der Spitze begeistert rufen hörte. Eine ganze britische Brigade mit Artillerie und etwa 1000 Mann kam zur Verstärkung, angeführt von Brigadegeneral Lord Hugh Percy. Es war nun 14:30 Uhr.

### Percys Rettung
General Gage hatte den Befehl gegeben, dass sich Reservetruppen um 4:00 Uhr morgens in Boston sammeln sollten. Doch da er versessen darauf war, die Operationen geheim zu halten, hatte er nur einen einzigen Brief an einen General geschrieben, dessen Diener ihn auf einem Tisch liegenließ. Um etwa 5:00 Uhr morgens erreichte Smiths Bitte um Verstärkung Boston, und nun wurden Befehle an drei Infanterieregimenter (das 4., 23. und 47.) und ein Bataillon Royal Marines entsandt, sich zu sammeln. Unglücklicherweise wurde wieder nur eine Kopie des Briefes an jeden Befehlshaber geschickt, und der Brief an die Marines war an Major Pitcairn adressiert, der jedoch bereits im Feld in Lexington war. Nach diesen Verzögerungen verließ Percys Brigade um 8:45 Uhr Boston. Seine Truppen zogen aus mit dem Lied Yankee Doodle, um sich einen Spaß mit den Einwohnern der Stadt zu machen. Schon bei der Schlacht von Bunker Hill weniger als zwei Monate später sollte dieses Lied unter den amerikanischen Soldaten sehr beliebt werden.
Percy nahm den Landweg über den Boston Neck und über die Große Brücke. Er traf auf einen gedankenverlorenen Professor des Harvardcolleges und fragte ihn, welche Straße nach Lexington führen würde. Der Mann aus Harvard wies ihm den richtigen Weg ohne nachzudenken. Dies führte dazu, dass er später von Einwohnern gedrängt ins Exil gehen musste, weil er den Feind unterstützt hatte. Percys Truppen trafen gegen 14:00 Uhr in Lexington ein. In der Ferne hörten sie Gewehrschüsse, als sie ihre Kanonen und die Formationen der Regulars in höherem Gelände mit Übersicht aufstellten. Oberstleutnant Smiths Männer näherten sich in wilder Flucht, verfolgt von einem ganzen Regiment Neuengländern in geordneter Formation. Percy befahl seiner Artillerie, das Feuer auf große Entfernung zu eröffnen. Daraufhin zerstreuten sich die Neuengländer. Smiths Männer brachen vor Erschöpfung zusammen, sobald sie in Sicherheit waren.
Gegen den Rat des Generalquartiermeisters hatte Percy Boston ohne Extramunition für seine Männer oder die beiden Artilleriegeschütze verlassen. Er dachte, weitere Wagen würden den Marsch unnötig verzögern. Nachdem Percy die Stadt verlassen hatte, sandte Gage zwei Munitionswagen hinterher, die von einem Offizier und 13 Mann bewacht wurden. Dieser Munitionszug wurde von einer kleinen Abteilung Patrioten abgefangen, die zwar auf der Benachrichtigungsliste waren, sich aber nicht der Miliz anschließen konnten, weil sie schon über 60 waren. Diese Männer erhoben sich aus ihrem Hinterhalt und verlangten, dass die Soldaten sich ergeben und ihnen die Munitionswagen überlassen sollten. Doch die Regulars ignorierten sie und trieben ihre Pferde weiter an. Daraufhin feuerten die alten Männer, töteten die Pferde an der Spitze der Gespanne sowie die beiden Unteroffiziere und verwundeten den Offizier. Die Überlebenden rannten um ihr Leben, sechs von ihnen warfen ihre Waffen in einen Teich, bevor sie auf eine arme, alte Frau mit dem Namen Mutter Batherick trafen, die auf einem Feld Grünzeug ausgrub, um etwas zu essen zu haben. Dieser ergaben sie sich, woraufhin sie sie zum Haus des örtlichen Milizhauptmanns brachte. Jeder Mann in Percys Brigade hatte nur 36 Schuss, und die Artilleriestücke hatten nur einige Schuss in den Protzen.

### Von Lexington nach Menotomy
Percy brachte wieder Ordnung in die vereinigten Truppen von jetzt circa 1900 Mann und ließ sie beim Feldhauptquartier in Monroes Taverne ausruhen, essen, trinken und die Wunden versorgen. Gegen 15:30 Uhr zogen sie aus Lexington aus.
Brigadegeneral William Heath übernahm das Kommando der Miliz von Massachusetts in Lexington. Früher am gleichen Tag war er zunächst nach Watertown gereist, um dort das weitere Vorgehen mit Joseph Warren und weiteren Mitgliedern des Komitees für Sicherheit zu besprechen. Heath und Warren befahlen in Reaktion auf Percys Artillerie und die britischen Spähpatrouillen den Milizen, die geschlossenen Formationen aufzulösen. Die Formationen würden nur unnötig Artilleriebeschuss anziehen. Stattdessen umgaben sie Percys Marschformation mit einem mobilen Ring von Plänklern, die aus der Entfernung dem Gegner eine möglichst große Zahl Verlusten beibringen sollten. Dies sollte das Risiko für die einzelnen beteiligten Milizionäre minimieren.
Berittene Milizionäre auf der Straße saßen ab, schossen auf die sich nähernden Regulars, saßen wieder auf und galoppierten davon. Dann wiederholte sich das Ganze von vorn. Milizionäre zu Fuß stellten sich vor abschüssigem Gelände auf und feuerten aus der Entfernung. Die typische Jagdwaffe der amerikanischen Bauern war weit besser geeignet für Schüsse aus großer Entfernung als die britische Muskete. Verwundete Briten fuhren mit der Kanone mit und mussten absteigen, wenn auf Haufen von Milizionären geschossen wurde. Oft waren Percys Männer von Amerikanern umgeben. Doch sie hatten den Vorteil der kürzeren Wege. Percy konnte seine Truppen schneller dorthin schicken, wo sie gebraucht wurden, während die Amerikaner in weitem Bogen die britische Formation umgehen mussten.
Percy schrieb über die von den Amerikanern verwendeten Taktiken: „…die Rebellen griffen uns in sehr verstreuter, ungewöhnlicher Weise an, doch mit Ausdauer und Entschlossenheit; auch wagten sie es nicht, sich in einer ordentlichen Formation aufzustellen. Tatsächlich wussten sie nur zu gut, was angebracht war zu tun. Wer auch immer sie lediglich als unordentlichen Haufen ansieht, befindet sich in einem großen Irrtum.“
Heath hatte Erfolg mit seinem Plan, einen beweglichen Kreis absichtlich verstreuter Kräfte zu bilden. Dafür sandte er Kompanieoffiziere ins Feld und schickte Befehle an die sich nähernden entfernten Einheiten. Auch führten Warren und Heath die Plänkler häufig persönlich in den Kampf. Dieser Punkt des Kampfes wird häufig fälschlicherweise so beschrieben, als ob auf Seiten der Amerikaner keine klare Befehlsstruktur mehr herrschte.
Der Kampf wurde immer intensiver, als Percys Kräfte von Lexington in die Gemarkung von Menotomy eindrangen. Neue Milizen schossen aus der Entfernung auf die britischen Linien, und einzelne Anwohner schossen von ihrem Grundbesitz auf die Briten. Einige Häuser dienten als Versteck für Heckenschützen. Jason Russell forderte seine Freunde auf, mit ihm sein Haus zu verteidigen, indem er sagte: „Das Haus eines Engländers ist seine Burg“ (vgl. „a man’s home is his castle“). Er blieb und wurde auf seiner Schwelle getötet. Seine Freunde entkamen in den Keller, indem sie die Soldaten erschossen, die die Treppe hinabkamen. Im Haus sind noch heute die Einschusslöcher zu sehen. Eine Milizeinheit, die einen Angriff aus Russells Obstgarten versuchte, wurde von Spähern erwischt. Elf Männer verloren ihr Leben, einige, nachdem sie sich schon ergeben hatten.
Percy verlor die Kontrolle über seine Männer, und britische Soldaten verübten Gräueltaten, um sich für das Skalpieren ihres Kameraden auf der Old North Bridge und die eigenen Verluste zu rächen, die ihnen von den weit entfernten, oft nicht zu sehenden Amerikanern beigebracht worden waren. Häuser wurden geplündert und in Brand gesetzt, und alle darin wurden getötet. Zwei unschuldige Trunkenbolde in einer Taverne wurden exekutiert. Viele der Regulars betranken sich ebenfalls. Aus einer Kirche wurden die silbernen Messgegenstände gestohlen. Sie konnten aber wiedererlangt werden, als sie in Boston verkauft wurden. Der Einwohner Samuel Whittemore tötete drei Regulars, bevor er von einer britischen Abteilung angegriffen und sterbend zurückgelassen wurde. Alles in allem wurde in Menotomy mehr Blut vergossen als woanders an diesem Tag. Die Amerikaner hatten 25 Gefallene und neun Verwundete zu beklagen, die Briten 40 Gefallene und 80 Verwundete. Das war für jede Seite etwa die Hälfte der Getöteten dieses Tages.

### Von Menotomy nach Charlestown
Die britischen Truppen überquerten die Gemarkungsgrenze nach Charlestown, während sich der Kampf noch weiter intensivierte. Immer neue Milizen trafen formiert ein, und Percy brachte an der Kreuzung namens Watson’s Corner seine Kanonen und Späher gegen sie in Stellung. Damit konnte er ihnen schwere Verluste zufügen.
Früher am Tag hatte der amerikanische General Heath befohlen, die Große Brücke einzureißen. Percys Brigade näherte sich jetzt der abgebrochenen Brücke, mit dem Flussufer voller Milizsoldaten. Er entkam dieser Sackgasse, indem er seitlich einem schmalen Pfad folgte und weiter über die Straße nach Charlestown folgte. Die nun etwa 4000 Milizionäre hatten nicht mit diesem plötzlichen Schwenk gerechnet, und die Umkreisung löste sich auf. Einige Amerikaner besetzten den Prospect Hill oberhalb der Straße, doch Percy brachte seine Kanonen in Stellung und konnte sie mit den letzten Schüssen vertreiben.
Eine große Gruppe Milizen traf aus Salem und Marblehead ein. Möglicherweise hätte sie Percy den Weg abschneiden können, doch hielt sie auf dem nahen Winter Hill an und ermöglichte den Briten so die Flucht. Später warfen einige ihrem Anführer vor, die königlichen Truppen absichtlich passieren gelassen zu haben, um einen wirklichen Krieg wegen einer totalen Niederlage der Briten noch abzuwenden. Der Befehlshaber verteidigte sich, indem er auf angebliche Befehle Heaths verwies, was dieser jedoch dementierte. Bei Einbruch der Dunkelheit warfen Pitcairns Royal Marines einen letzten Angriff auf die Nachhut von Percy zurück, die gerade Charlestown erreichte. Die Regulars bezogen auf Hügeln Verteidigungsstellungen. Einige unter ihnen waren nun seit zwei Tagen ohne Schlaf und waren in 21 Stunden 64 km marschiert, darunter acht Stunden Kampf. Doch jetzt befanden sie sich bei Sonnenaufgang auf den Hügeln im Vorteil und wurden durch schwere Kanonen der HMS Somerset unterstützt. Heath studierte die Position der British Army und entschloss sich, die Miliz nach Cambridge zurückzuziehen.

## Folgen
Am Morgen danach wachte Gouverneur Thomas Gage auf und stellte fest, dass Boston von einer sehr großen Milizarmee belagert wurde (Belagerung von Boston), die aus ganz Neuengland herbeimarschiert war. Im Gegensatz zum Powder Alarm war diesmal zuvor wirklich Blut vergossen worden. Die Amerikanische Revolution hatte begonnen. Die Armee der Milizen wuchs weiter, als auch aus den umliegenden Kolonien Männer und Vorräte nach Boston herbeigeschafft wurden. Der Kontinentalkongress begann, aus diesen Männern den Vorläufer der Kontinentalarmee zu formen. Selbst jetzt, nach den ersten offenen Kampfhandlungen, weigerte sich Gage, das Kriegsrecht in Boston zu verhängen. Er überzeugte die gewählten Vertreter der Stadt, ihm alle Waffen in Privatbesitz zu übergeben. Im Gegenzug versprach er, dass jeder Einwohner auf Wunsch die Stadt verlassen durfte.
Im Hinblick auf das spätere Endergebnis des Unabhängigkeitskriegs und die tatsächlich erlittenen Verluste waren die Gefechte von Lexington und Concord keine bedeutende Schlacht. Für die politische und militärische Strategie der Briten, die durch die Intolerable Acts und die Beschlagnahmungen von militärischen Ausrüstungen wieder die Kontrolle über die Provinz von Massachusetts zurückerlangen wollten, waren sie ein bedeutsamer Fehlschlag. Die Expedition nach Lexington und Concord rief gerade solche Gefechte mit der Miliz hervor, die sie ursprünglich verhindern sollte. Zudem konnten nur wenige Waffen beschlagnahmt werden.
Den militärischen Gefechten folgte ein Kampf um die politische Meinung im Mutterland Großbritannien. Innerhalb von vier Tagen nach dem Gefecht hatte der Provinzkongress von Massachusetts eine Vielzahl von beeideten Augenzeugenberichten beteiligter Milizionäre sowie gefangener britischer Soldaten zusammengestellt. Nachdem eine Woche später durchgesickert war, dass Gage seinen offiziellen Bericht der Ereignisse nach London sandte, schickte der Provinzkongress über 100 seiner gesammelten Augenzeugenberichte auf einem schnelleren Schiff dorthin. Sie wurden einem Beamten übergeben, der der Sache der Amerikaner wohlwollend gegenüberstand, und erschienen schon kurz darauf in der Londoner Presse. Erst zwei Wochen später traf das Schiff mit Gages Bericht ein, der zudem in den Einzelheiten derart vage gehalten war, dass er kaum die öffentliche Meinung beeinflussen konnte. Selbst George Germaine, der ein Kritiker der Kolonisten war, schrieb über den Bericht: „… die Bostoner haben das Recht, die königlichen Soldaten als ‚Aggressoren‘ zu bezeichnen und für sich einen Sieg in Anspruch zu nehmen.“ Politiker in London machten in der Folgezeit Gage für den Konflikt verantwortlich, anstatt die Ursachen in ihrer eigenen Politik und ihren Anweisungen zu suchen.
Die britischen Soldaten in Boston gaben ebenfalls häufig Gage die Schuld für die Ereignisse in Lexington und Concord. An der gleichen Stelle, an der die Regulars nach den Gefechten Zuflucht fanden, ereignete sich zwei Wochen später die Schlacht von Bunker Hill. Sowohl Dr. Joseph Warren als auch Major John Pitcairn fielen in dieser Schlacht. Mit Warren starb auch derjenige, der den Namen des Informanten über die geplante Expedition nach Concord kannte.
Auf amerikanischem Boden herrschte nach den Gefechten die Meinung vor, dass sich nun niemand von Rang mehr aus dem Konflikt heraushalten könne. John Adams besichtigte am folgenden Tag die Schauplätze der Gefechte. Dies überzeugte ihn, dass „… der Würfel nun gefallen war, der Rubikon überschritten wurde.“ Thomas Paine in Philadelphia hatte den Konflikt zwischen den Kolonien und dem Mutterland als eine Art Gerichtsverfahren betrachtet, doch nachdem er Nachricht von den Gefechten erhalten hatte, „lehnte der den unnachgiebigen, mürrischen Pharao von England für immer ab.“ George Washington, selbst ein Sklavenhalter, erreichten die Neuigkeiten auf seinem Besitz auf Mount Vernon, und er schrieb einem Freund folgendes: „… die einst glücklichen und friedlichen Ebenen Amerikas werden entweder in Blut getränkt oder von Sklaven bewohnt werden. Welch traurige Alternativen! Doch kann ein tugendhafter Mann bei dieser Wahl zögern?“ Eine Gruppe Jäger im Grenzland zu den noch weitgehend unerforschten Gebieten im Inland nannten ihren Lagerplatz Lexington, als sie im Juni Nachricht von den Gefechten erhielten. Daraus erwuchs mit der Zeit die Stadt Lexington in Kentucky. Im Jahr 2000 wohnten dort achtmal so viele Menschen wie in dem gleichnamigen Ort in Massachusetts.

## Historische Darstellung der Ereignisse
Die frühen amerikanischen Regierungen legten Wert darauf, das Vorgehen der Briten als falsch und die Handlungen seitens der Amerikaner als unschuldige Reaktion darauf darzustellen. Aspekte wie die Vorbereitungen seitens der Patrioten, ihre nachrichtendienstliche Tätigkeit, Warnsignale und die Zweifel, wer den ersten Schuss abfeuerte, wurden nur selten diskutiert. Schriftliche Aufsätze, die solche Aktivitäten beschrieben, wurden nicht veröffentlicht, sondern an die Autoren zurückgesandt. Gemälde stellten die Gefechte in Lexington als ungerechtfertigtes Massaker dar.
Während des neunzehnten Jahrhunderts verlor die Frage zunehmend an Bedeutung, welche Seite die Schuld an der Auseinandersetzung traf. Stattdessen bekamen die Ereignisse im Bewusstsein vieler Amerikaner geradezu mythische Qualität. Nun kam es zu einer kompletten Neubewertung der Ereignisse. Die Patrioten wurden als aggressiv für ihre Sache kämpfend dargestellt, nicht mehr nur als unschuldige Opfer ihnen aufgedrängter Handlungen der Briten. Gemälde der Gefechte in Lexington aus dieser Zeit zeigen die Miliz, wie sie aufrecht Widerstand leistet und trotzig zurückschlägt.
1837 verewigte Ralph Waldo Emerson die Ereignisse an der Old North Bridge in seiner Concord Hymn:
| By the rude bridge that arched the flood, Their flag to April’s breeze unfurled; Here once the embattled farmers stood; And fired the shot heard round the world. | An der rauen Brücke, die die Fluten überspannte entfalteten sie ihre Flagge im Aprilwind; Hier standen einst die gerüsteten Bauern; und feuerten den Schuss, den man um die Welt hörte. |

Nach 1860 lernten mehrere Generationen Schulkinder Longfellows Gedicht Paul Revere’s Ride auswendig.
Anglophilie in den Vereinigten Staaten um 1900 führte zu ausgewogeneren Interpretationen der Geschichte der Gefechte. Während des Ersten Weltkriegs wurde ein Film über Paul Reveres Ritt aufgrund des Spionagegesetzes von 1917 beschlagnahmt. Dies wurde damit begründet, dass der Film Zwietracht zwischen den USA und Großbritannien säe.
Die von der British Army bei Lexington und Concord verwendeten Taktiken und Strategien wurden oft treffend mit denjenigen verglichen, die von der United States Army im Vietnamkrieg eingesetzt wurde. Während des Kalten Krieges versuchten konservative Politiker die Minutemen als Symbole der unternehmerischen Freiheit zu vereinnahmen, während ihre liberalen Gegner sie als anti-imperialistische Freiheitskämpfer porträtierten. Heute werden die Ereignisse um die Gefechte häufig im Zusammenhang mit dem Disput um Waffenkontrolle und den Zweiten Verfassungszusatz benutzt oder missbraucht, je nach politischer Anschauung.
Auch die US-Schriftstellerin Esther Forbes hat sich in preisgekrönten Büchern mit den Gefechten von Lexington und Concord beschäftigt, so in ihrem Roman Johnny Tremain. Ein Roman für Alt und Jung (Johnny Tremain. A Novel for Old and Young, 1944). Dieser wurde 1957 von Robert Stevenson mit Hal Stalmaster, Luana Patten, Jeff York, Sebastian Cabot u. a. für Walt Disney verfilmt.
1961 veröffentlichte der Romanautor Howard Fast April Morning, eine Darstellung der Gefechte aus der Perspektive eines fiktiven 15-Jährigen. In der Folgezeit wurde diese Darstellung häufig im Unterricht in der Sekundarstufe verwendet. 1988 wurde diese Darstellung mit Chad Lowe und Tommy Lee Jones verfilmt.
In Massachusetts, Maine und Wisconsin feiert man den Patriots’ Day zu Ehren der Gefechte.